# Alchemilla obtegens
Alchemilla obtegens är en rosväxtart som beskrevs av Sergei Vasilievich Juzepczuk. Alchemilla obtegens ingår i släktet daggkåpor, och familjen rosväxter. Inga underarter finns listade i Catalogue of Life.